# Løten
Løten est une commune de Norvège située dans le comté d'Innlandet.

## Géographie et climat
Løten connait des précipitations relativement faibles, hivers froids, étés chauds et des différences considérables entre les températures diurnes et nocturnes en été.

Les valeurs météorologiques normales moyennes pour la période 1961-1990 sont indiquées dans le tableau ci-dessous.
| Moyennes pour Løten (240 moh.) | Jan  | Fev  | Mar  | Avr | Mai | Jun  | Jul  | Aou  | Sep | Oct | Nov  | Dec  | Tot |
| ------------------------------ | ---- | ---- | ---- | --- | --- | ---- | ---- | ---- | --- | --- | ---- | ---- | --- |
| Température moyenne (°C)       | −9,5 | −8,6 | −3,1 | 2,5 | 9,3 | 14,1 | 15,1 | 13,6 | 8,8 | 4,0 | −2,7 | −8,0 | 3,0 |
| Pluies (mm)                    | 35   | 26   | 28   | 32  | 47  | 66   | 80   | 70   | 66  | 60  | 50   | 40   | 600 |

## Démographie
Population au 1er janvier 2014 
- Løten, 2 747
- Løiten Brænderi (Brenneriroa), 723
- Ådalsbruk, 739

## Entreprise
La Distillerie Løiten, créée en 1855, a contribué à accroitre la notoriété de Løten.

La production d'Aquavit a été reprise par Vinmonopolet en 1927 ; la production d'alcool brut a continué jusque dans les années 1990.

Aujourd'hui, l'Aquavit traditionnel de Løiten est produit par la société Arcus.

## Histoire
Løten était la plus orientale des colonies originales à Hedmark et a été un lieu de passage pour le trafic entre l'Est et l'Ouest depuis des temps immémoriaux.

L'église de Løten fut construite en 1200.

Lorsque le chemin de fer a été ouvert en 1862, Løten a connu un essor certain, commercial et administratif.

### Fusion avec Hamar
En décembre 1989, le Comité Buvik suggère que Løten devrait être fusionné avec Hamar, Vang à Hedmark et une partie de Ringsaker. Dans un référendum tenu en avril 1990, le non à une grande municipalité s'impose à 97,4% des votants.
Dans une réunion publique le 8 janvier 1991, 3 000 personnes ont pu exprimer leur opinion.

Finalement le Parlement a décidé : le 14 février 1991, Løten n'a pas été intégré dans la municipalité principale, par 72 voix contre 70 (20 des représentants conservateurs ont voté contre la proposition du gouvernement).

## Personnalités liées à la commune
- Alv Kjøs (1894-1990), maire de la commune, président du Parti conservateur, officier militaire prisonnier de guerre.
- Edvard Munch, peintre né dans la ville.